# Bartosz Dziedzic (aktor)
Bartosz Dziedzic (ur. 1973) – polski aktor teatralny i filmowy.
Ukończył Państwową Wyższą Szkołę Teatralną im. Ludwika Solskiego w Krakowie w roku 1996 (dyplom 1997).

## Filmografia
- 2013: Lekarze jako fizjoterapeuta Jarek (odc. 30)
- 2008: Czas honoru jako gestapowiec (odc. 11, 14 i 15)
- 2008: Ojciec Mateusz
- 2008: Teraz albo nigdy! jako człowiek na basenie
- 2008: Plebania jako ochroniarz
- 2007: Twarzą w twarz jako ochroniarz
- 2006: Oficerowie jako Ronaldo
- 2006: Palimpsest jako antyterrorysta
- 2006: Fala zbrodni jako Kostia
- 2006: Bez iluzji jako Bartłomiej
- 2005: Bulionerzy jako ochroniarz